# 知的エージェント

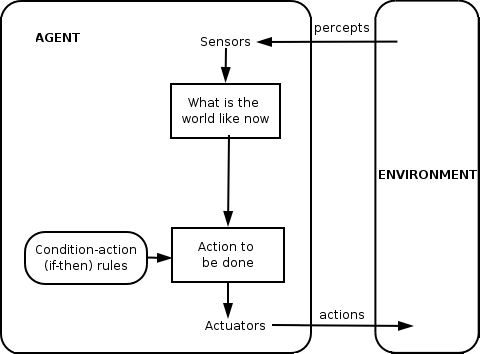
単純反射エージェント

学習エージェント

知的エージェント（Intelligent Agent、IA）、またはAIエージェント（AI agent)とは、一種の人工知能的機能を有するソフトウェアエージェント。ユーザーを補助し、繰り返し行うべきコンピュータ関連のタスクをユーザーに代わって行うエージェントである。通常のエージェントは、固定的なプログラムされた規則に基づいて操作者の補助やデータマイニング（ボットなどと呼ばれる）に使用されるのに対して、知的エージェントは学習し「適応」する能力を有する。

## 特徴
文献によっては、知的エージェントを「自律知能エージェント; Autonomous Intelligent Agent」と称する。すなわち、知的エージェントは独立で行動し、状況の変化を学習して適応する。Nikola Kasabov によると、知的エージェントシステムが備えるべき特徴は以下の通りである:
- 環境との相互作用によって学習し改善されていく（Embodiment）
- オンラインおよびリアルタイムに適応
- 大量のデータから高速に学習
- 絶えず新たな問題解決規則に適応していく
- 類型や検索に関するデータはメモリ上に持つ
- 短期記憶や長期記憶、その間の移動や忘却に関してのパラメータを指定できる
- 自身の動作・失敗・成功などを自己分析できる

## 分類
"Management Information Systems for the Information Age" 第三版 によれば、知的エージェントは基本的に以下の4種類に分類される:
1. バイヤーエージェント/買い物ボット
2. ユーザーエージェント/パーソナルエージェント[3]
3. 監視エージェント
4. データマイニングエージェント

1. バイヤーエージェント
バイヤーエージェントはネットワーク（インターネット）上で商品やサービスに関する情報を検索して回る。「買い物ボット」とも呼ばれ、CD、本、電化製品、といったフリーサイズな製品に関して非常にうまく機能する。Amazon.com は買い物ボットの好例である。Amazonでは、ユーザーのこれまでの買い物履歴などを基にして、ユーザーが好むと思われる本などのリストを提示する。
2. ユーザー/パーソナルエージェント
ユーザーエージェント（あるいはパーソナルエージェント）とは個々のユーザーのために行動するエージェントである。この種のエージェントは以下のようなタスクを行う:
- 電子メールをチェックし、（そのユーザーの）優先度にしたがってソートし、よい知らせがあったらユーザーに知らせる（例えば大学合格通知など）。
- ゲームの相手をしたり、ユーザーに代わってゲーム関連サイトを巡回する。
- ニュースをユーザーの興味にあわせてまとめる。この種のエージェントは既にいくつかあるが、CNN のものが好例。
- ユーザーの指定した主題に沿って情報を探す。
- ユーザーの個人情報を記憶しておき、ユーザーに代わってウェブ上のフォームに入力する。
- ウェブページの検索をした際にそのテキスト内の重要な情報と思われる部分を強調表示する。
- ユーザーと様々な話題について対話する。

3. 監視エージェント(Monitoring-And-Surveillance Agents)
「予言エージェント; predictive agent」とも呼ばれ、機器を監視して報告する知的エージェントである。例えば、NASAのジェット推進研究所では機器の注文に関して、在庫管理・プランニング・スケジューリングのコスト削減を図るために監視エージェントを導入している。それらエージェントは複雑なコンピュータネットワークを監視し、各機器が正しくネットワークに接続されるよう調整する。
4. データマイニングエージェント
データマイニングエージェントはデータウェアハウス内で動作し、情報を探す。データウェアハウスは様々な情報源から大量の情報を集める。「データマイニング」とは、その中から有用なデータを探し出すことであり、例えば売り上げを伸ばす方法や離れようとしている顧客を繋ぎとめる方法を探したりする。「分類; Classification」は一般的なデータマイニング手法のひとつで、情報内のパターンを探し出して分類するものである。データマイニングエージェントは、トレンドの大まかな転換を検出したり、新しい情報の存在を検出してユーザーに注意を促すこともできる。
知的エージェントは、その仕事によって千差万別である。BotSpot には各種エージェントに関する情報がある。